# Campionati europei di short track 2008
I Campionati europei di short track 2008 sono stati la 12ª edizione della competizione organizzata dall'International Skating Union. Si sono svolti dal 18 al 20 gennaio 2008 a Ventspils, in Lettonia.

## Partecipanti per nazione
La lista dei partecipanti era composta da 130 atleti da 25 paesi differenti, di cui 59 donne e 71 uomini.
| Nazione (Donne/Uomini)                                                              | Nazione (Donne/Uomini)                                                      | Nazione (Donne/Uomini)                                                     | Nazione (Donne/Uomini)                                                 | Nazione (Donne/Uomini)                                                        | Nazione (Donne/Uomini) |
| ----------------------------------------------------------------------------------- | --------------------------------------------------------------------------- | -------------------------------------------------------------------------- | ---------------------------------------------------------------------- | ----------------------------------------------------------------------------- | ---------------------- |
| Belgio (0/2) Bosnia ed Erzegovina (0/1) Bulgaria (4/4) Germania (5/5) Francia (1/5) | Gran Bretagna (5/5) Israele (2/2) Italia (5/5) Croazia (0/1) Lettonia (1/2) | Lituania (0/1) Paesi Bassi (5/5) Austria (1/1) Polonia (5/5) Romania (2/1) | Russia (5/5) Svezia (1/1) Svizzera (0/1) Serbia (1/0) Slovacchia (1/4) | Slovenia (1/1) Rep. Ceca (1/0) Ucraina (3/5) Ungheria (5/5) Bielorussia (5/4) |                        |

## Podi

### Donne
| Evento                         | Oro                                                                            | Tempo        | Argento                                                                              | Tempo        | Bronzo                                                            | Tempo        |
| 500 m (dettagli)               | Annita van Doorn                                                               | 46,072 s     | Erika Huszár                                                                         | 46,076 s     | Evgenija Radanova                                                 | 46,115 s     |
| 1.000 m (dettagli)             | Evgenija Radanova                                                              | 1:38,046 min | Arianna Fontana                                                                      | 1:38,059 min | Nina Alexandrowna Jewtejewa                                       | 1:38,532 min |
| 1.500 m (dettagli)             | Arianna Fontana                                                                | 2:28,559 min | Nina Alexandrowna Jewtejewa                                                          | 2:28,990 min | Kateřina Novotná                                                  | 2:29,059 min |
| 3.000 m (dettagli)             | Arianna Fontana                                                                | 5:43,030 min | Erika Huszár                                                                         | 5:44,081 min | Nina Alexandrowna Jewtejewa                                       | 5:44,130 min |
| Staffetta 3.000 m (dettagli)   | Gran Bretagna Sarah Lindsay Elise Christie Joanna Williams Charlotte Gilmartin | 4:23,172 min | Bulgaria Evgenija Radanova Marina Georgieva-Nikolova Daniela Iwanowa Gergana Patsowa | 4:23,243 min | Germania Aika Klein Susanne Rudolph Christin Priebst Tina Grassow | 4:23,417 min |
| Classifica generale (dettagli) | Arianna Fontana                                                                | 89 pt.       | Evgenija Radanova                                                                    | 58 pt.       | Nina Alexandrowna Jewtejewa                                       | 47 pt.       |

### Uomini
| Evento                         | Oro                                                              | Tempo        | Argento                                                   | Tempo        | Bronzo                                                                     | Tempo        |
| 500 m (dettagli)               | Jon Eley                                                         | 42,945 s     | Nicola Rodigari                                           | 43,073 s     | Tyson Heung                                                                | 43,161 s     |
| 1.000 m (dettagli)             | Niels Kerstholt                                                  | 1:26,625 min | Haralds Silovs                                            | 1:26,659 min | Gábor Galambos                                                             | 1:27,192 min |
| 1.500 m (dettagli)             | Haralds Silovs                                                   | 2:16,377 min | Wjatscheslaw Sedrakowitsch Kurginjan                      | 2:16,471 min | Ruslan Zacharov                                                            | 2:16,545 min |
| 3.000 m (dettagli)             | Haralds Silovs                                                   | 5:03,706 min | Nicola Rodigari                                           | 5:03,762 min | Niels Kerstholt                                                            | 5:03,931 min |
| Staffetta 5.000 m (dettagli)   | Italia Yuri Confortola Fabio Carta Nicola Rodigari Roberto Serra | 6:57,853 min | Gran Bretagna Jon Eley Paul Stanley Paul Worth Tom Iveson | 6:58,408 min | Francia Thibaut Fauconnet Stéphane Périer Maxime Châtaignier Jérémy Masson | 6:59,256 min |
| Classifica generale (dettagli) | Haralds Silovs                                                   | 89 pt.       | Niels Kerstholt                                           | 47 pt.       | Nicola Rodigari                                                            | 42 pt.       |

## Medagliere
| Pos.   | Paese         | Oro | Argento | Bronzo | Totale |
| ------ | ------------- | --- | ------- | ------ | ------ |
| 1      | Italia        | 4   | 3       | 1      | 8      |
| 2      | Lettonia      | 3   | 1       | 0      | 4      |
| 3      | Paesi Bassi   | 2   | 1       | 1      | 4      |
| 4      | Gran Bretagna | 2   | 1       | 0      | 3      |
| 5      | Bulgaria      | 1   | 2       | 1      | 4      |
| 5      | Russia        | 0   | 2       | 4      | 6      |
| 7      | Ungheria      | 0   | 2       | 1      | 3      |
| 8      | Germania      | 0   | 0       | 2      | 2      |
| 9      | Rep. Ceca     | 0   | 0       | 1      | 1      |
| 9      | Francia       | 0   | 0       | 1      | 1      |
| Totale | Totale        | 12  | 12      | 12     | 36     |